# Championnats d'Europe de karaté 2000
Les championnats d'Europe de karaté 2000 ont eu lieu du 5 au 7 mai 2000 à Istanbul, en Turquie. Il s'agissait de la 35e édition des championnats d'Europe de karaté senior.

## Résultats

### Épreuves individuelles

#### Kata
| Rang | Pays    | Karatéka     |
| ---- | ------- | ------------ |
| 1    | Italie  | Luca Valdesi |
| 2    | Espagne | F. Hernandez |
| 3    | France  | S. Mari      |

| Rang | Pays    | Karatéka                      |
| ---- | ------- | ----------------------------- |
| 1    | Italie  | R. Sodero                     |
| 2    | France  | Myriam Szkudlarek             |
| 3    | Espagne | Miriam Cogolludo de la Herras |

#### Kumite

##### Kumitemasculin
| Rang | Pays     | Karatéka            |
| ---- | -------- | ------------------- |
| 1    | France   | C. Boulesnane       |
| 2    | Turquie  | H. Yagli            |
| 3    | Tchéquie | A. Bruna            |
| 3    | Espagne  | David Luque Camacho |

| Rang | Pays     | Karatéka           |
| ---- | -------- | ------------------ |
| 1    | France   | Alexandre Biamonti |
| 2    | Suède    | H. Abou El Alamein |
| 3    | Turquie  | B. Kandaz          |
| 3    | ' France | S. Sankhon         |

| Rang | Pays        | Karatéka        |
| ---- | ----------- | --------------- |
| 1    | Turquie     | H. Alagas       |
| 2    | France      | R. Bel Lahsen   |
| 3    | Croatie     | Gustaff Lefevre |
| 3    | Yougoslavie | Z. Stojovic     |

| Rang | Pays      | Karatéka          |
| ---- | --------- | ----------------- |
| 1    | Espagne   | Iván Leal Reglero |
| 2    | Italie    | G. Talarico       |
| 3    | Slovaquie | Klaudio Farmadin  |
| 3    | Russie    | R. Sijajev        |

| Rang | Pays     | Karatéka         |
| ---- | -------- | ---------------- |
| 1    | France   | Yann Baillon     |
| 2    | Turquie  | Zeynel Celik     |
| 3    | Espagne  | A. Arniaz        |
| 3    | Pays-Bas | Daniël Sabanovic |

| Rang | Pays     | Karatéka        |
| ---- | -------- | --------------- |
| 1    | Italie   | David Benetello |
| 2    | Turquie  | O. Arpa         |
| 3    | France   | Seydina Balde   |
| 3    | Autriche | G. Petermann    |

| Rang | Pays        | Karatéka                  |
| ---- | ----------- | ------------------------- |
| 1    | Yougoslavie | P. Stojadinov             |
| 2    | Espagne     | Oscar Vazquez Martins     |
| 3    | Grèce       | Konstantinos Papadopoulos |
| 3    | France      | Christophe Pinna          |

##### Kumiteféminin
| Rang | Pays    | Karatéka        |
| ---- | ------- | --------------- |
| 1    | France  | Nadia Mecheri   |
| 2    | Italie  | Michela Nanni   |
| 3    | Turquie | N. Gonenler     |
| 3    | France  | Corinne Terrine |

| Rang | Pays      | Karatéka            |
| ---- | --------- | ------------------- |
| 1    | France    | Patricia Chéreau    |
| 2    | Espagne   | Sonia Gomez         |
| 3    | Pays-Bas  | C. Hiotinga         |
| 3    | Allemagne | Alexandra Witteborn |

| Rang | Pays       | Karatéka                  |
| ---- | ---------- | ------------------------- |
| 1    | Angleterre | K. Lowe                   |
| 2    | Suède      | L. Berger                 |
| 3    | Espagne    | Gloria Casanova Rodriguez |
| 3    | Turquie    | Nurhan Firat              |

| Rang | Pays     | Karatéka        |
| ---- | -------- | --------------- |
| 1    | Turquie  | Yildiz Aras     |
| 2    | Autriche | Karina Gansch   |
| 3    | France   | Nathalie Leroy  |
| 3    | Tchéquie | Petra Piskačová |

### Épreuves par équipes

#### Kata
| Rang | Pays    |
| ---- | ------- |
| 1    | France  |
| 2    | Italie  |
| 3    | Espagne |

| Rang | Pays    |
| ---- | ------- |
| 1    | Espagne |
| 2    | Italie  |
| 3    | France  |

#### Kumite
| Rang | Pays               | Karatékas                       |
| ---- | ------------------ | ------------------------------- |
| 1    | France             | Alexandre Biamonti, notamment   |
| 2    | Angleterre         |                                 |
| 3    | Bosnie-Herzégovine |                                 |
| 3    | Italie             | Giuseppe di Domenico, notamment |

| Rang | Pays        | Karatékas                |
| ---- | ----------- | ------------------------ |
| 1    | France      | Nadia Mecheri, notamment |
| 2    | Yougoslavie |                          |
| 3    | Angleterre  |                          |
| 3    | Turquie     |                          |